# Dolní Borek
Dolní Borek (Duits: Unterborek) is een Tsjechische plaats in de gemeente Neustupov, regio Midden-Bohemen, en maakt deel uit van het district Benešov. Het dorp ligt op 3 kilometer afstand van Neustupov.
Dolní Borek telt 18 inwoners (2021).

## Geschiedenis
De eerste schriftelijke vermelding van het dorp dateert van 1379.
Sinds 1960 is Dolní Borek ondergebracht bij het district Benešov.

## Verkeer en vervoer

### Autowegen
Er leidt een regionale weg naar het dorp.

### Spoorlijnen
Er is geen station in Dolní Borek. Het dichtstbijzijnde station is in Votice, op zo'n 14,5 kilometer afstand. Dat station ligt aan spoorlijn 220 van Praag naar Tábor.

### Buslijnen
Er is één bushalte in het dorp:
| Halte                  | Lijn(en) | Traject(en)       | Vervoerder(s)       |
| ---------------------- | -------- | ----------------- | ------------------- |
| Neustupov, Dolní Borek | 456      | Pojbuky - Miličín | BusLine jižní Čechy |

## Bezienswaardigheden
- Monumentale klokkentoren

## Galerij

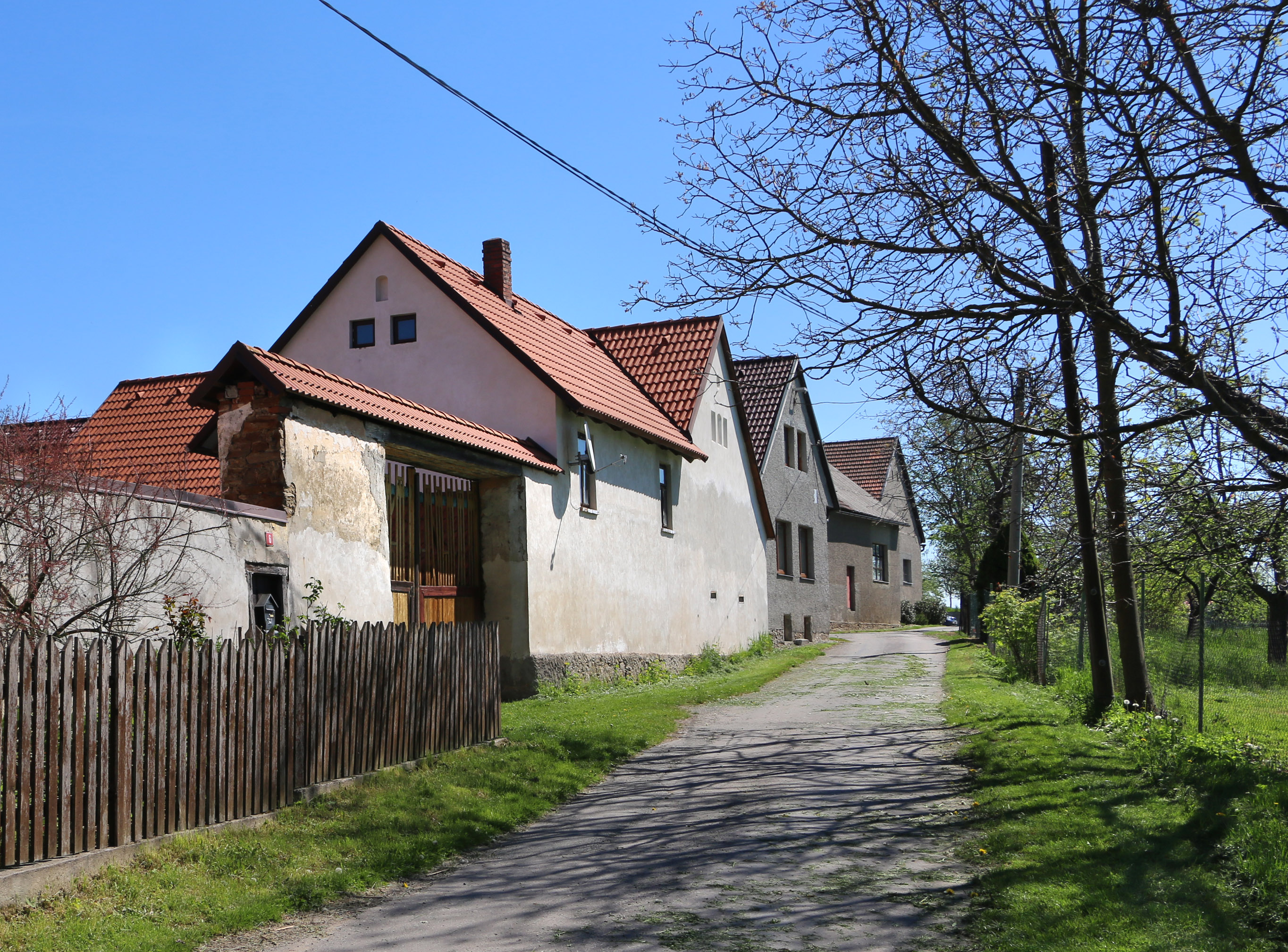
Straat in het dorp (2017)
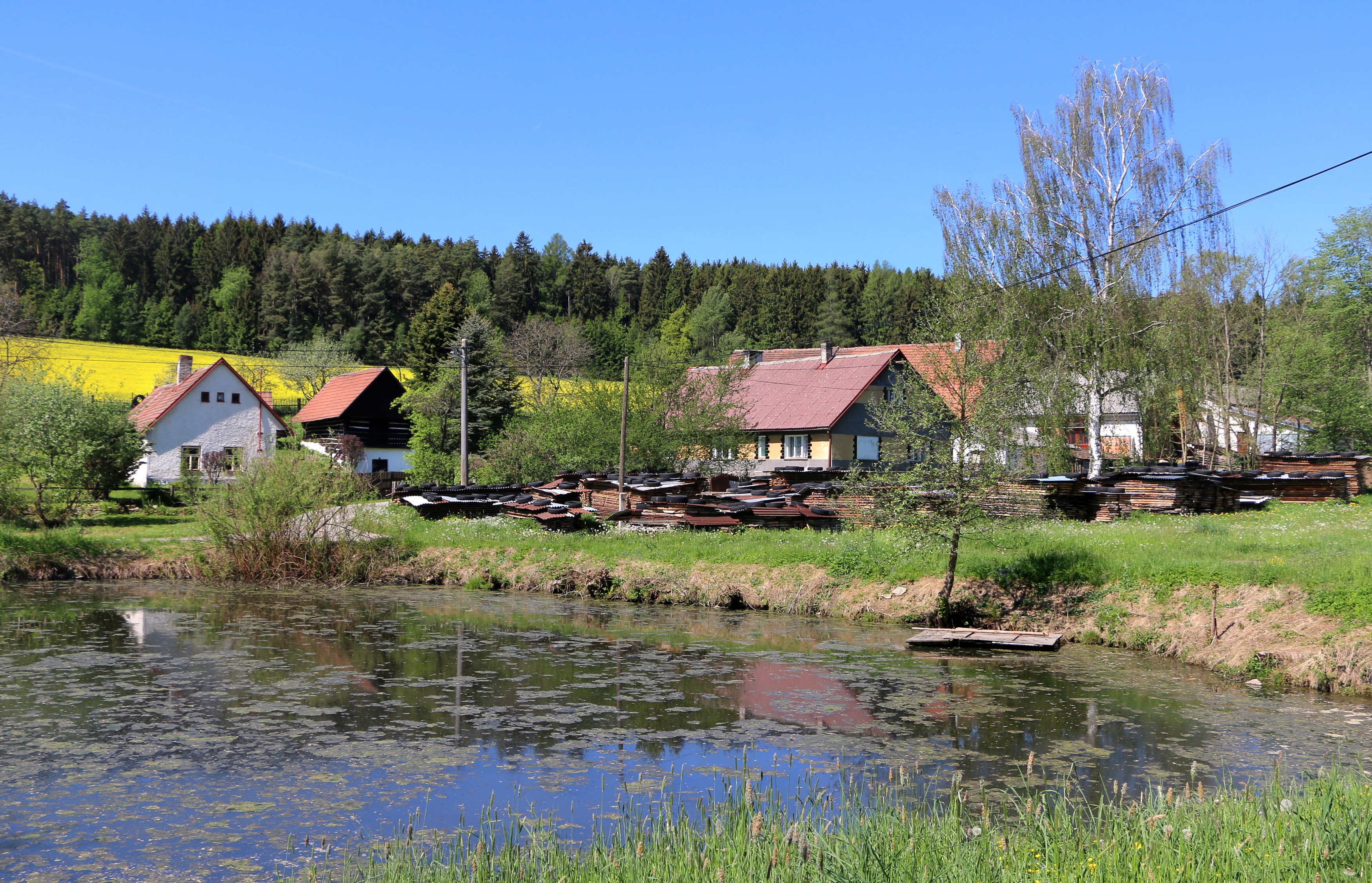
Meertje in het dorp (2017)
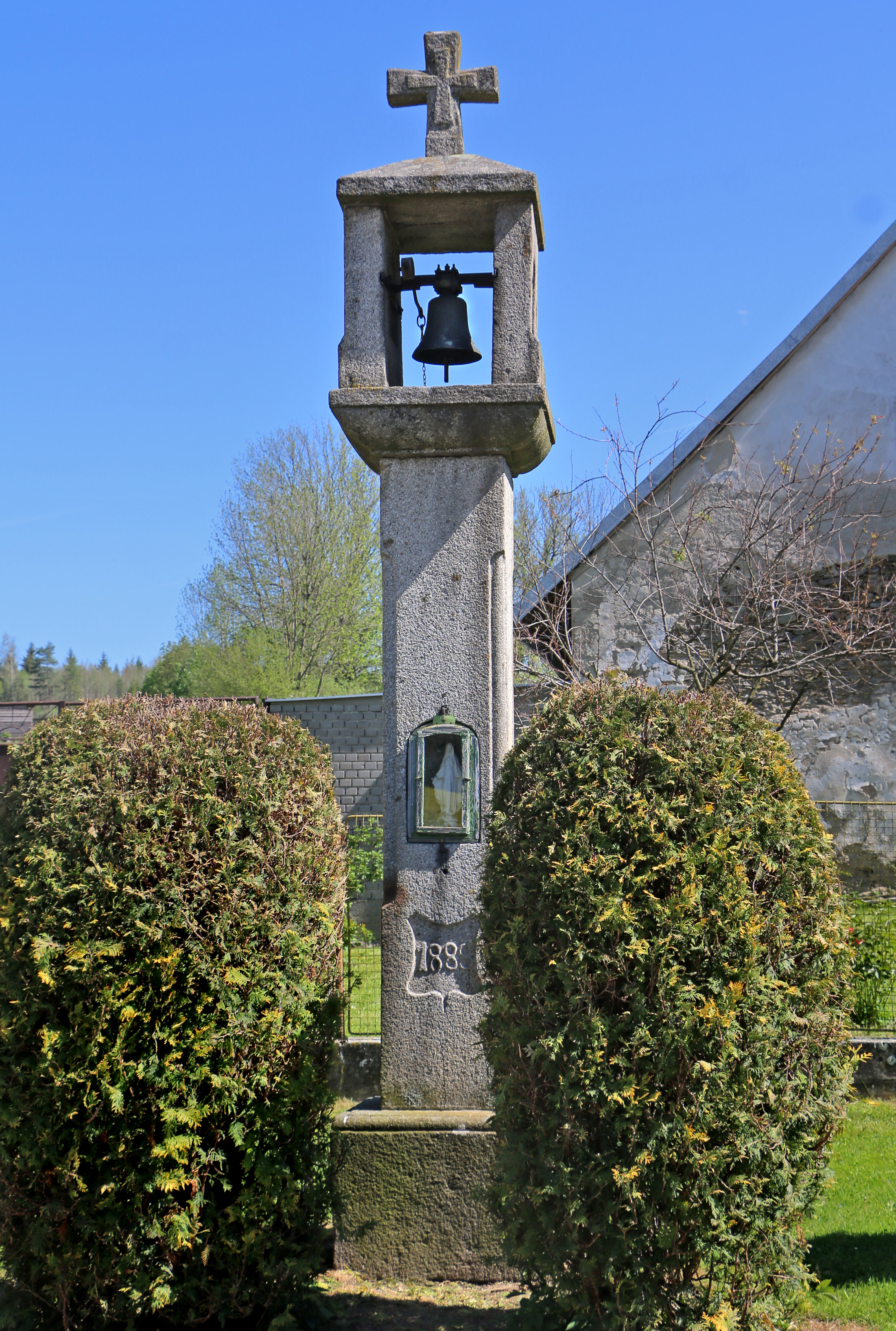
Klokkentoren (2017)